# Dạ khúc cho tình nhân (loạt album)

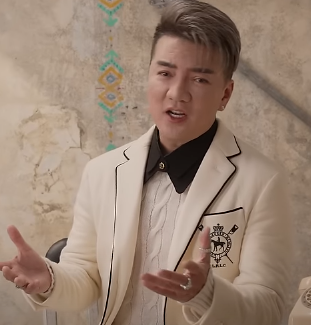
Đàm Vĩnh Hưng

Dạ khúc cho tình nhân là loạt album tuyển chọn của Đàm Vĩnh Hưng được phát hành từ 2007 đến 2023. Dạ khúc cho tình nhân gồm 10 album bao gồm những ca khúc được cho là "xưa-cũ" của các nghệ sĩ có tên tuổi từng thể hiện, nhưng được hòa âm phối khí theo phong cách mới mẻ hiện đại.
Với đặc thù có nhiều ca khúc trong loạt album này vốn không được phép lưu hành và biểu diễn từ sau năm 1975. Đàm Vĩnh Hưng đã bỏ thời gian, tâm huyết và đã thành công trong việc xin cấp phép lại một số ca khúc và trở thành ca sĩ đầu tiên biểu diễn hợp pháp các ca khúc này kể từ sau năm 1975 như:
- "Phút cuối" và "Thành phố buồn" của Lam Phương trong Dạ khúc cho tình nhân 2[1]
- "Sương lạnh chiều đông" của Mạnh Phát trong Dạ khúc cho tình nhân 6[2]
- "Nếu đời không có anh" Hoàng Trang trong Dạ khúc cho tình nhân 6[2]
- "Bài Tango tím" của Trần Thiện Thanh trong Dạ khúc cho tình nhân 6[2]
- "Chờ đông" của Trần Thiện Thanh trong Dạ khúc cho tình nhân 7[2]
- "Hồi tưởng" của Lê Minh Bằng trong Dạ khúc cho tình nhân 7[2]
- "Hỏi người còn nhớ đến ta" Hoàng Thi Thơ trong Dạ khúc cho tình nhân 7[2]
- "Đoạn cuối tình yêu" của Tú Nhi và Loan Thảo trong Dạ khúc cho tình nhân 7[2]
- "Thương hận" của Tú Nhi và Hồ Đình Phương trong Dạ khúc cho tình nhân 8[3]
- "Tình bơ vơ" của Lam Phương trong Dạ khúc cho tình nhân 8[3]
- "Chiều mưa biên giới" của Nguyễn Văn Đông trong Dạ khúc cho tình nhân 8[3]
- "Chuyện loài hoa dang dở" của nhạc sĩ Y Vũ  trong Dạ khúc cho tình nhân 9
- "Chuyện hoa sim" của Anh Bằng  trong Dạ khúc cho tình nhân 9[4]
- "Những đồi hoa sim" của Dzũng Chinh trong Dạ khúc cho tình nhân 9[4]

## Danh sách album và ca khúc

### Hạnh phúc lang thang
Dạ khúc cho tình nhân 1 – Hạnh phúc lang thang phát hành ngày 27 tháng 7 năm 2007. Với album này, Đàm Vĩnh Hưng được xem là một trong những ca sĩ trẻ tiên phong khai thác dòng nhạc xưa / nhạc Bolero Việt Nam.
| CD1 | CD1                    | CD1                                       | CD1        |
| STT | Nhan đề                | Sáng tác                                  | Thời lượng |
| --- | ---------------------- | ----------------------------------------- | ---------- |
| 1.  | "Mùa thu cho em"       | Ngô Thụy Miên                             |            |
| 2.  | "Hạnh phúc lang thang" | Lê Minh Bằng                              |            |
| 3.  | "Con thuyền không bến" | Đặng Thế Phong                            |            |
| 4.  | "Lạnh lùng"            | nhạc: Đinh Việt Lang, thơ: Vạn Tuyết Linh |            |
| 5.  | "Mắt lệ cho người"     | Từ Công Phụng                             |            |
| 6.  | "Xin còn gọi tên nhau" | Trường Sa                                 |            |
| 7.  | "Niệm khúc cuối"       | Ngô Thụy Miên                             |            |
| 8.  | "Hoài cảm"             | Cung Tiến                                 |            |
| 9.  | "Chiều tím"            | nhạc: Đan Thọ, thơ: Đinh Hùng             |            |
| 10. | "Đêm đông"             | Nguyễn Văn Thương, Kim Minh               |            |

| CD2 | CD2                      | CD2                                        | CD2        |
| STT | Nhan đề                  | Sáng tác                                   | Thời lượng |
| --- | ------------------------ | ------------------------------------------ | ---------- |
| 1.  | "Lâu đài tình ái"        | nhạc: Trần Thiện Thanh, lời: Mai Trung Tín |            |
| 2.  | "Em về kẻo trời mưa mau" | Ngân Giang                                 |            |
| 3.  | "Giã từ"                 | Tô Thanh Tùng, Văn Vi                      |            |
| 4.  | "Đêm lang thang"         | Vinh Sử                                    |            |
| 5.  | "Người ngoài phố"        | Anh Việt Thu                               |            |
| 6.  | "Nỗi buồn hoa phượng"    | Thanh Sơn                                  |            |
| 7.  | "Thao thức vì em"        | Lam Phương                                 |            |
| 8.  | "Con đường mang tên em"  | Trúc Phương                                |            |

### Qua cơn mê
Dạ khúc cho tình nhân 2 – Qua cơn mê được phát hành vào tháng 8 năm 2008, gồm 18 tình khúc 1954–1975. Với album này, Đàm Vĩnh Hưng xin cấp phép thành công hai sáng tác của Lam Phương là "Phút cuối" và "Thành phố buồn" sau nhiều năm không được phép lưu hành. Album sau đó giành được giải thưởng tại Album vàng 2008 và Zing Music Awards.
| STT | Nhan đề                                   | Sáng tác                        | Thời lượng |
| --- | ----------------------------------------- | ------------------------------- | ---------- |
| 1.  | "Thành phố buồn"                          | Lam Phương                      |            |
| 2.  | "Đà Lạt hoàng hôn"                        | Minh Kỳ – Dạ Cầm                |            |
| 3.  | "Chuyện hẹn hò"                           | Thanh Trân Trần Thị             |            |
| 4.  | "Sao em nỡ đành quên"                     | Tô Thanh Tùng                   |            |
| 5.  | "Định mệnh"                               | Song Ngọc                       |            |
| 6.  | "Phút cuối"                               | Lam Phương                      |            |
| 7.  | "Nỗi buồn gác trọ"                        | Hoài Linh – Mạnh Phát           |            |
| 8.  | "Mưa chiều kỷ niệm"                       | Duy Yên - Quốc Kỳ               |            |
| 9.  | "Hàn Mặc Tử"                              | Trần Thiện Thanh                |            |
| 10. | "Mưa rừng"                                | Huỳnh Anh                       |            |
| 11. | "Chuyện tình không suy tư"                | Tâm Anh                         |            |
| 12. | "Yêu người như thế đó"                    | Trần Thiện Thanh – Phạm Lê Phan |            |
| 13. | "Bài cuối cho người tình (với Thái Châu)" | Nguyễn Vũ                       |            |
| 14. | "Mùa mưa đi qua"                          | Du Uyên                         |            |
| 15. | "Cho vừa lòng em"                         | Phan Trần                       |            |
| 16. | "Nửa đêm ngoài phố"                       | Trúc Phương                     |            |
| 17. | "Qua cơn mê"                              | Trịnh Lâm Ngân                  |            |
| 18. | "Phận tơ tằm"                             | Minh Kỳ – Hồ Tịnh Tâm           |            |

### Những bài ca không quên
Dạ khúc cho tình nhân 3 – Những bài ca không quên phát hành năm 2010, gồm 2CD với những ca khúc của các nhạc sĩ trong nước sáng tác hoặc biểu diễn lần đầu vào thập niên 1980 và 1990.
| CD1 | CD1                    | CD1                                            | CD1        |
| STT | Nhan đề                | Sáng tác                                       | Thời lượng |
| --- | ---------------------- | ---------------------------------------------- | ---------- |
| 0.  | "Lời nói đầu"          |                                                |            |
| 1.  | "Bài ca không quên"    | Phạm Minh Tuấn                                 |            |
| 2.  | "Quê hương"            | nhạc: Giáp Văn Thạch, thơ: Đỗ Trung Quân       |            |
| 3.  | "Huyền thoại mẹ"       | Trịnh Công Sơn                                 |            |
| 4.  | "Huế tình yêu của tôi" | nhạc: Trương Tuyết Mai, thơ: Đỗ Thị Thanh Bình |            |
| 5.  | "Hồng Ngự mang tên em" | Tô Thanh Tùng                                  |            |
| 6.  | "Ngõ vắng xôn xao"     | Trần Quang Huy                                 |            |
| 7.  | "Người hàng xóm"       | nhạc Tô Thanh Tùng, thơ: Nguyễn Bính           |            |
| 8.  | "Phượng hồng"          | nhạc: Vũ Hoàng,thơ: Đỗ Trung Quân              |            |
| 9.  | "Chiều hạ vàng"        | Nguyễn Bá Nghiêm                               |            |
| 10. | "Cám ơn mùa thu"       | Thanh Tùng                                     |            |

| CD2 | CD2                              | CD2                                             | CD2        |
| STT | Nhan đề                          | Sáng tác                                        | Thời lượng |
| --- | -------------------------------- | ----------------------------------------------- | ---------- |
| 1.  | "Lời tỏ tình mùa xuân"           | Thanh Tùng                                      |            |
| 2.  | "Mùa xuân bên cửa sổ"            | nhạc: Xuân Hồng, thơ: Song Hảo                  |            |
| 3.  | "Hương thầm"                     | nhạc: Vũ Hoàng, thơ: Phan Thị Thanh Nhàn        |            |
| 4.  | "Xa vắng"                        | Nguyễn Văn Hiên                                 |            |
| 5.  | "Cô bé u sầu"                    | Nguyễn Ngọc Thiện                               |            |
| 6.  | "Cây điệp vàng"                  | nhạc: Nguyễn Ngọc Thiện, thơ: Nguyễn Thái Dương |            |
| 7.  | "Mùa chim én bay"                | nhạc: Hoàng Hiệp, thơ: Diệp Minh Tuyền          |            |
| 8.  | "Mặt Trời bé con"                | Trần Tiến                                       |            |
| 9.  | "Chuyện đời xưa, chuyện đời nay" | Thế Hiển                                        |            |
| 10. | "Quê hương tình yêu và tuổi trẻ" | Quốc Dũng                                       |            |

### Cuộc tình đã mất
Dạ khúc cho tình nhân 4 – Cuộc tình đã mất được phát hành vào ngày Lễ tình nhân, 12 tháng 4 năm 2011. Tính đến thời điểm này, Đàm Vĩnh Hưng xác định dự án Dạ khúc cho tình nhân sẽ có 10 album.
Album gồm 14 ca khúc, một vài trong số này được Đàm Vĩnh Hưng song như Mùa Thu cho em cùng Quang Dũng, Tuổi xa người cùng Dương Triệu Vũ, Thương nhau ngày mưa cùng Hồng Ngọc. Phần hòa âm do TIT Studio của nhạc sĩ Bảo Lư thực hiện với các nhạc sĩ Anh Khoa, Bảo Lư và  Vĩnh Tâm . Hình ảnh trong booklet được nhiếp ảnh gia Thành Nguyễn thực hiện tại Phú Yên. Bìa album được thiết kế theo hình một phong thư.
Danh sách ca khúc:
| STT | Nhan đề                                                           | Sáng tác                                                   | Song ca                               | Thời lượng |
| --- | ----------------------------------------------------------------- | ---------------------------------------------------------- | ------------------------------------- | ---------- |
| 1.  | "Cuộc tình đã mất"                                                | Xuân Vinh                                                  |                                       |            |
| 2.  | "Buồn"                                                            | Y Vân                                                      |                                       |            |
| 3.  | "Khi người yêu tôi khóc"                                          | Trần Thiện Thanh                                           |                                       |            |
| 4.  | "Cho người tình lỡ"                                               | Hoàng Nguyễn                                               | Dương Triệu Vũ                        |            |
| 5.  | "Chỉ chừng đó thôi"                                               | Phạm Duy                                                   |                                       |            |
| 6.  | "Dạ khúc cho tình nhân"                                           | Lê Uyên Phương                                             |                                       |            |
| 7.  | "Dù tình yêu đã mất"                                              | Hoàng Nhạc Đô                                              |                                       |            |
| 8.  | "Hối tiếc"                                                        | Trầm Tử Thiêng                                             |                                       |            |
| 9.  | "Tưởng niệm"                                                      | Trầm Tử Thiêng                                             |                                       |            |
| 10. | "Dấu tình sầu"                                                    | Ngô Thụy Miên                                              | Hồng Ngọc                             |            |
| 11. | "(liên khúc) Mùa thu cho em, Tuổi xa người, Thương nhau ngày mưa" | (lần lượt) Ngô Thụy Miên, Từ Công Phụng, Nguyễn Trung Cang | Quang Dũng, Hồng Ngọc, Dương Triệu Vũ |            |
| 12. | "Tuổi 13"                                                         | Ngô Thụy Miên                                              |                                       |            |
| 13. | "Ảo ảnh"                                                          | Y Vân                                                      |                                       |            |
| 14. | "Nha Trang ngày về"                                               | Phạm Duy                                                   |                                       |            |

### Xót xa
Dạ khúc cho tình nhân 5 – Xót xa được phát hành ngày 26 tháng 7 năm 2011, buổi ra mắt album được tổ chức cùng ngày tại tại Nhà hát Thành phố Hồ Chí Minh, cũng với tên gọi Xót xa. Album này bao gồm 14 ca khúc với sự tham gia của Hồng Ngọc, Cẩm Ly, Lệ Quyên và Hoài Lâm. Hình ảnh booklet của album do Thành Nguyễn chụp, phần trang phục do Công Trí thiết kế.
Danh sách ca khúc:
| STT | Nhan đề                          | Sáng tác                  | Song ca   | Thời lượng |
| --- | -------------------------------- | ------------------------- | --------- | ---------- |
| 1.  | "Biển tình"                      | Lam Phương                |           |            |
| 2.  | "Nắng chiều"                     | Lê Trọng Nguyễn           |           |            |
| 3.  | "Giấc thu"                       | Hoàng Thanh Tâm           |           |            |
| 4.  | "Ba tháng tạ từ"                 | Thanh Sơn                 |           |            |
| 5.  | "Ngày vui qua mau"               | Nhật Ngân, Đinh Việt Lang |           |            |
| 6.  | "Ngày buồn"                      | Lam Phương                |           |            |
| 7.  | "Tình nghĩa đôi ta chỉ thế thôi" | Lam Phương                | Hồng Ngọc |            |
| 8.  | "Giọt lệ đài trang"              | Châu Kỳ                   | Hoài Lâm  |            |
| 9.  | "Xót xa"                         | Tô Thanh Tùng             |           |            |
| 10. | "Mùa thu trong mưa"              | Trường Sa                 |           |            |
| 11. | "Lần đầu, lần cuối"              | Nguyễn Vũ                 |           |            |
| 12. | "Nhìn nhau lần cuối"             | Nguyễn Vũ                 |           |            |
| 13. | "Tình đời"                       | Minh Kỳ, Vũ Chương        | Lệ Quyên  |            |
| 14. | "Ngưu Lang Chức Nữ"              | Anh Bằng                  | Cẩm Ly    |            |

### Xóa tên người tìnhvàChờ đông
Dạ khúc cho tình nhân 6 – Xóa tên người tình được phát hành ngày 8 tháng 8 năm 2013 cùng với album Dạ khúc cho tình nhân 7 – Chờ đông. Trong hai album này có 7 ca khúc được cấp phép biểu diễn là Hồi tưởng, Hỏi người còn nhớ đến ta, Sương lạnh chiều đông, Chờ đông, Nếu đời không có anh, Đoạn cuối tình yêu, Bài Tango tím. Mỗi album gồm có 15 ca khúc, lần đầu tiên Đàm Vĩnh Hưng kết hợp với nghệ sĩ Tú Trinh với vai trò đọc lời bạt cho cả hai album.
Mỗi album chỉ in với giới hạn 5.000 bản được dán tem được đánh số từ 1 đến 5.000 phía sau bìa album. Cùng với đó là bản đặc biệt đính kèm cả 2 album với số lượng 1.000 bản được phát hành vào ngày 24 tháng 8 năm 2013.
Danh sách ca khúc:
| Dạ khúc cho tình nhân 6 – Xóa tên người tình | Dạ khúc cho tình nhân 6 – Xóa tên người tình | Dạ khúc cho tình nhân 6 – Xóa tên người tình | Dạ khúc cho tình nhân 6 – Xóa tên người tình | Dạ khúc cho tình nhân 6 – Xóa tên người tình |
| STT                                          | Nhan đề                                      | Sáng tác                                     | Song ca                                      | Thời lượng                                   |
| -------------------------------------------- | -------------------------------------------- | -------------------------------------------- | -------------------------------------------- | -------------------------------------------- |
| 0.                                           | "Lời bạt"                                    |                                              | Tú Trinh (solo)                              |                                              |
| 1.                                           | "Xóa tên người tình"                         | Trần Thiện Thanh                             |                                              |                                              |
| 2.                                           | "Trong tầm mắt đời"                          | Trường Sa                                    |                                              |                                              |
| 3.                                           | "Tình yêu trả lại trăng sao"                 | Lê Dinh, Minh Kỳ                             |                                              |                                              |
| 4.                                           | "Giã từ đêm mưa"                             | Trúc Phương                                  |                                              |                                              |
| 5.                                           | "Cây đàn bỏ quên"                            | Phạm Duy                                     |                                              |                                              |
| 6.                                           | "Bài tango tím"                              | Trần Thiện Thanh                             |                                              |                                              |
| 7.                                           | "Nếu đời không có anh"                       | Hoàng Trang                                  | Hồng Ngọc                                    |                                              |
| 8.                                           | "Yêu em dài lâu"                             | Châu Kỳ                                      |                                              |                                              |
| 9.                                           | "Đèn khuya"                                  | Lam Phương                                   |                                              |                                              |
| 10.                                          | "Biết nói gì đây"                            | Anh Bằng                                     |                                              |                                              |
| 11.                                          | "Sương lạnh chiều đông"                      | Mạnh Phát                                    |                                              |                                              |
| 12.                                          | "Dù anh nghèo"                               | Trúc Phương                                  | Hà Vân                                       |                                              |
| 13.                                          | "Về đâu mái tóc người thương"                | Hoài Linh                                    |                                              |                                              |
| 14.                                          | "Dấu chân kỷ niệm"                           | Nguyễn Vũ                                    |                                              |                                              |

| Dạ khúc cho tình nhân 7 – Chờ đông | Dạ khúc cho tình nhân 7 – Chờ đông | Dạ khúc cho tình nhân 7 – Chờ đông | Dạ khúc cho tình nhân 7 – Chờ đông | Dạ khúc cho tình nhân 7 – Chờ đông |
| STT                                | Nhan đề                            | Sáng tác                           | Thể hiện (solo)                    | Thời lượng                         |
| ---------------------------------- | ---------------------------------- | ---------------------------------- | ---------------------------------- | ---------------------------------- |
| 0.                                 | "Lời bạt"                          |                                    | Tú Trinh                           |                                    |
| 1.                                 | "Chờ đông"                         | Trần Thiện Thanh                   |                                    |                                    |
| 2.                                 | "Bên nhau ngày vui"                | Châu Kỳ                            |                                    |                                    |
| 3.                                 | "Thuở ấy có em"                    | Trúc Phương                        |                                    |                                    |
| 4.                                 | "Nhật ký đời tôi"                  | Thanh Sơn                          |                                    |                                    |
| 5.                                 | "Đoạn buồn cho tôi"                | Mạnh Phát                          |                                    |                                    |
| 6.                                 | "Kiếp nghèo"                       | Lam Phương                         |                                    |                                    |
| 7.                                 | "Hồi tưởng"                        | Lê Minh Bằng                       |                                    |                                    |
| 8.                                 | "Nếu chúng mình cách trở"          | Trúc Phương                        |                                    |                                    |
| 9.                                 | "Thói đời"                         | Trúc Phương                        |                                    |                                    |
| 10.                                | "Hỏi người còn nhớ đến ta"         | Hoàng Thi Thơ                      |                                    |                                    |
| 11.                                | "Không bao giờ quên anh"           | Anh Bằng                           |                                    |                                    |
| 12.                                | "Đoạn cuối tình yêu"               | Tú Nhi, Loan Thảo                  |                                    |                                    |
| 13.                                | "Gặp nhau làm ngơ"                 | Trịnh Lâm Ngân                     |                                    |                                    |
| 14.                                | "Ghen"                             | Nguyễn Văn Đông                    |                                    |                                    |

### Tình bơ vơ
Dạ khúc cho tình nhân 8 – Tình bơ vơ phát hành ngày 16 tháng 8 năm 2017. Album này nằm trong dự án kỷ niệm 20 ca hát của Đàm Vĩnh Hưng. Ý tưởng thực hiện album được bắt đầu từ năm 2013 trong một chuyến lưu diễn tại Mỹ. Khi còn là dự án, album này được đặt tên là Huyền thoại chiều mưa, sau khi 3 ca khúc trong album được cấp phép trở lại sau 40 năm thì tựa đề album được đổi thành Tình bơ vơ.
Với album này, Đàm Vĩnh Hưng đã xin cấp phép thành công 3 ca khúc, gồm ca khúc chủ đề "Tình bơ vơ" của nhạc sĩ Lam Phương, ca khúc "Thương hận" của hai tác giả Chế Linh - Hồ Đình Phương và "Chiều mưa biên giới" của Nguyễn Văn Đông. Anh thậm chí đã thu âm sẵn ca khúc "Tình bơ vơ" trước cả khi có kết quả chính thức. Đàm Vĩnh Hưng cũng thuyết phục được ca sĩ Chế Linh sửa lại một phần ca từ cho phù hợp thời đại và thị trường.
Booklet của album được thực hiện theo phong một số cuốn tiểu thuyết được phát hành trong thập niên 1960 như Hoa Đỏ, Hoa Tím, Hoa Xanh, cùng hình ảnh của một số nghệ trẻ tái hiện hình tượng của những nghệ sĩ "huyền thoại" thế hệ trước như: Lê Tứ trong vai Út Trà Ôn, Hà Thanh Xuân trogn vai Thanh Nga, Đồng Lan trong vai Thái Thanh, Kaity Nguyễn trong vai Thẩm Thúy Hằng, Trí Quang trong vai Hùng Cường. Hình tượng các nghệ sĩ này được tái hiện bởi chuyên gia trang điểm Hồ Khanh.
Danh sách ca khúc:
| STT | Nhan đề                 | Sáng tác                  | Song ca        | Thời lượng |
| --- | ----------------------- | ------------------------- | -------------- | ---------- |
| 1.  | "Huyền thoại chiều mưa" | Nguyễn Vũ                 |                |            |
| 2.  | "Thương tình nhân"      | Hoài Nam                  |                |            |
| 3.  | "Con đường xưa em đi"   | Hồ Đình Phương, Châu Kỳ   |                |            |
| 4.  | "Khi đã yêu"            | Phượng Linh               |                |            |
| 5.  | "Tình bơ vơ"            | Lam Phương                |                |            |
| 6.  | "Túy ca"                | Trương Minh Dũng, Châu Kỳ | Dương Triệu Vũ |            |
| 7.  | "Bạc trắng lửa hồng"    | Tú Nhi, Thy Lynh          |                |            |
| 8.  | "Ga chiều phố nhỏ"      | Nguyễn Vũ                 |                |            |
| 9.  | "Kỷ niệm bay xa"        | Nguyễn Vũ                 |                |            |
| 10. | "Người tình không đến"  | Thượng Ngàn               |                |            |
| 11. | "Thương hận"            | Tú Nhi, Hồ Đình Phương    |                |            |
| 12. | "Chuyến tàu hoàng hôn"  | Châu Kỳ, Hoài Linh        |                |            |
| 13. | "Chiều mưa biên giới"   | Nguyễn Văn Đông           |                |            |

### Chuyện loài hoa dang dở
Dạ khúc cho tình nhân 9 – Chuyện loài hoa dang dở được phát hành ngày 9 tháng 7 năm 2020. 3 ca khúc năm trong album này được Đàm Vĩnh Hưng xin cấp phép thành công là ca khúc chủ đề "Chuyện loài hoa dang" của nhạc sĩ Y Vũ, "Chuyện hoa sim" của Anh Bằng và "Những đồi hoa sim" của  Dzũng Chinh.
Toàn bộ 13 ca khúc sử dụng trong album đều có chủ đề về hoa, ý tưởng này đến từ nhạc sỹ Minh Vy, ông cũng đóng vai trò hòa âm cho MV ca khúc chủ đề. Trong tình hình phong tỏa dịch COVID-19, Chuyện loài hoa dang dở chỉ được giới thiệu qua hình thức livestream và nhanh chóng bán được 5000 bản.
MV ca khúc chủ đề được phát hành ngày 11 tháng 7, ngoài Đàm Vĩnh Hưng còn có diễn viên Hứa Minh Đạt và người đẹp Lý Nhã Kỳ tham gia diễn xuất vai chính cùng với Ngân Quỳnh, Vũ Hà, Quang Khải trong các vai phụ.
Danh sách ca khúc:
| STT | Nhan đề                                         | Sáng tác                        | Thời lượng |
| --- | ----------------------------------------------- | ------------------------------- | ---------- |
| 1.  | "Chuyện loài hoa dang dở"                       | Y Vũ                            |            |
| 2.  | "Hoa trinh nữ"                                  | Trần Thiện Thanh                |            |
| 3.  | "Hoa nở về đêm"                                 | Mạnh Phát                       |            |
| 4.  | "Chuyện tình hoa mười giờ"                      | Đài Phương Trang                |            |
| 5.  | "Mashup: Chuyện hoa sim - Những đồi hoa sim"    | Anh Bằng, Dzũng Chinh, Hữu Loan |            |
| 6.  | "Ai lên xứ hoa đào"                             | Hoàng Nguyên                    |            |
| 7.  | "Mashup: Hoa sứ nhà nàng 1 - Hoa sứ nhà nàng 2" | Hoàng Phương                    |            |
| 8.  | "Nổi buồn hoa phượng"                           | Thanh Sơn                       |            |
| 9.  | "Hoa thương nhớ ai"                             | Nguyễn Hữu Thiết                |            |
| 10. | "Hoa cài mái tóc"                               | Thông Đạt                       |            |
| 11. | "Mơ hoa"                                        | Hoàng Phương                    |            |
| 12. | "Chuyện tình hoa muống biển"                    | Hoàng Giác                      |            |
| 13. | "Chuyện tình hoa bướm"                          | Minh Vy                         |            |

### Cho cuộc tình đã mất
Dạ khúc cho tình nhân 10 – Cho cuộc tình đã mất được phát hành ngày 30 tháng 11 năm 2023 dưới dạng nhạc số trên các nền tảng Spotify, ITunes... Ngoài hình thức CD thường, phiên bản giới hạn của album được thiết kế dưới hình dạng một chiếc máy hát đĩa than thu nhỏ với 36 ca khúc chia thành 10 bản mashup. Trong Cho cuộc tình đã mất, Đàm Vình Hưng sẽ song ca với các sĩ trẻ như Dương Triệu Vũ, Trung Quân, Uyên Linh, Trúc Nhân và Lê Xuân Nghi.
Trước đó, giữa tháng 11, loạt MV các bản mashup trong album đã được phát hành: bản đơn ca Hoa biển tình kết hợp từ hai ca khúc Biển tình của Lam Phương và Hoa biển của Anh Thy; Mưa nửa đêm ngoài phố do Đàm Vình Hưng song ca với Uyên Linh lọt top xu hướng với hơn 1 triệu lượt xem trên YouTube; mashup Tuổi xa người Đàm Vình Hưng kết hợp với Trung Quân gồm 4 ca khúc "Tuổi xa người" của Từ Công Phụng, "Cuộc tình đã mất" của Xuân Vinh và hai ca khúc của Nguyễn Vũ "Nhìn nhau lần cuối" "Lời cuối cho em".
Danh sách ca khúc:
| STT | Nhan đề                                                               | Chú thích                                      | Thời lượng |
| --- | --------------------------------------------------------------------- | ---------------------------------------------- | ---------- |
| 1.  | "Cuộc tình đã mất, Buồn, Khi người yêu tôi khóc"                      | Mashup                                         |            |
| 2.  | "Mashup: Cho người tình lỡ, Chị chứng đó thôi, Dạ khúc cho tình nhân" | Cho người tình lỡ song ca với Dương Triệu Vũ   |            |
| 3.  | "Dù tình yêu đã mất, Hối tiếc, Tưởng niệm"                            | Mashup                                         |            |
| 4.  | "Dấu tình sầu"                                                        | Song ca Hồng Ngọc                              |            |
| 5.  | "Liên khúc: Mùa thu cho em, Tươi xa người, Thương nhau ngày mưa"      | Song ca: Quang Dũng, Dương Triệu Vũ, Hồng Ngọc |            |
| 6.  | "Tuổi 13; Ảo ảnh, Nha Trang ngày về"                                  | Mashup                                         |            |

## Giải thưởng

### Giải cá nhân
| Năm  | Giải thưởng   | Đề cử | Hạng mục                              | Kết quả   | Chú thích |
| ---- | ------------- | --- | ------------------------------------- | --------- | --------- |
| 2008 | Mai Vàng 2007 | Ca khúc "Giã từ" album Dạ khúc cho tình nhân 1 Ca khúc "Lạc mất em" album Vol.10 Lạc mất em                 | Nam ca sĩ nhạc nhẹ được yêu thích     | Đoạt giải | [ 52 ]    |
| 2009 | Mai Vàng 2008 | Ca khúc "Qua cơn mê" album Dạ khúc cho tình nhân 2 Ca khúc "Đành thôi người ơi" album Vol.11 Hạnh phúc cuối | Nam ca sĩ nhạc nhẹ được yêu thích     | Đoạt giải | [ 53 ]    |
| 2011 | Mai Vàng 2010 | Ca khúc "Mùa chim én bay" album Dạ khúc cho tình nhân 3                                                     | Nam ca sĩ nhạc nhẹ được yêu thích     | Đoạt giải | [ 54 ]    |
| 2011 | Mai Vàng 2010 | Ca khúc "Bài ca không quên" album Dạ khúc cho tình nhân 3                                                   | Ca sĩ hát nhạc truyền thống cách mạng | Đoạt giải | [ 54 ]    |
| 2012 | Mai Vàng 2011 | Ca khúc "Biển tình" album Dạ khúc cho tình nhân 5                                                           | Nam ca sĩ nhạc nhẹ được yêu thích     | Đoạt giải | [ 55 ]    |

### Giải cho tác phẩm
| Năm  | Giải thưởng       | Đề cử                   | Hạng mục                                                              | Kết quả   | Chú thích     |
| ---- | ----------------- | ----------------------- | --------------------------------------------------------------------- | --------- | ------------- |
| 2008 | Album Vàng 2008   | Dạ khúc cho tình nhân 2 | Album được yêu thích tháng 10 (do khán giả bình chọn)                 | Đoạt giải | [ 56 ]        |
| 2008 | Album Vàng 2008   | Dạ khúc cho tình nhân 2 | Album nghệ thuật xuất sắc tháng 10 (do hội đồng nghệ thuật bình chọn) | Đoạt giải | [ 56 ]        |
| 2009 | Album Vàng 2008   | Dạ khúc cho tình nhân 2 | Album được yêu thích nhất năm                                         | Đoạt giải | [ 57 ] [ 58 ] |
| 2010 | Zing Music Awards | Dạ khúc cho tình nhân 2 | Top 10 Album của năm                                                  | Đoạt giải | [ 59 ]        |
| 2010 | Album vàng 2010   | Dạ khúc cho tình nhân 3 | Album Nghệ thuật xuất sắc tháng                                       | Đoạt giải | [ 60 ]        |
| 2011 | Album vàng 2010   | Dạ khúc cho tình nhân 3 | Album nghệ thuật xuất sắc năm                                         | Đoạt giải | [ 61 ]        |
| 2011 | Zing Music Awards | Dạ khúc cho tình nhân 5 | Top 10 Album của năm (cùng album Anh còn nợ em)                       | Đoạt giải | [ 62 ]        |
| 2017 | Wechoice Awards   | Dạ khúc cho tình nhân 8 | Album âm nhạc được yêu thích nhất                                     | Đề cử     | [ 63 ]        |